# Walter Behrendt (homme politique)
Walter Behrendt (18 septembre 1914 à Dortmund, 23 juillet 1997 ) était un homme politique social-démocrate allemand . Il a été président du Parlement européen de 1971 à 1973.